# ISU Challenger Series 2017/2018
ISU Challenger Series 2017/2018 – 4. edycja zawodów Challenger Series w łyżwiarstwie figurowym. Zawodnicy podczas sezonu wystąpili w dziesięciu zawodach tego cyklu. Rywalizacja rozpoczęła się w Salt Lake City 13 września, a zakończyła w Zagrzebiu 9 grudnia 2017 r.

## Kalendarium zawodów
| Lp. | Data                    | Miejsce        | Zawody                       | Źr. |
| --- | ----------------------- | -------------- | ---------------------------- | --- |
| 1   | 13–17 września 2017     | Salt Lake City | U.S. International Classic   |     |
| 2   | 12–17 września 2017     | Bergamo        | Lombardia Trophy             |     |
| 3   | 20–23 września 2017     | Montreal       | Autumn Classic International |     |
| 4   | 21–23 września 2017     | Bratysława     | Memoriał Ondreja Nepeli      |     |
| 5   | 27–30 września 2017     | Oberstdorf     | Nebelhorn Trophy             |     |
| 6   | 6–8 października 2017   | Espoo          | Finlandia Trophy             |     |
| 7   | 27–29 października 2017 | Mińsk          | Minsk-Arena Ice Star         |     |
| 8   | 16–19 listopada 2017    | Warszawa       | Warsaw Cup                   |     |
| 9   | 21–26 listopada 2017    | Tallinn        | Tallinn Trophy               |     |
| 10  | 6–9 grudnia 2017        | Zagrzeb        | Golden Spin of Zagreb        |     |

## Medaliści

### Soliści
| Zawody                       | 1. miejsce           | 2. miejsce           | 3. miejsce        | Źr.    |
| ---------------------------- | -------------------- | -------------------- | ----------------- | ------ |
| U.S. International Classic   | Nathan Chen          | Max Aaron            | Liam Firus        | [ 1 ]  |
| Lombardia Trophy             | Shōma Uno            | Jason Brown          | Brendan Kerry     | [ 2 ]  |
| Autumn Classic International | Javier Fernández     | Yuzuru Hanyū         | Keegan Messing    | [ 3 ]  |
| Memoriał Ondreja Nepeli      | Michaił Kolada       | Siergiej Woronow     | Brendan Kerry     | [ 4 ]  |
| Nebelhorn Trophy             | Jorik Hendrickx      | Alexander Johnson    | Alexander Majorov | [ 5 ]  |
| Finlandia Trophy             | Jin Boyang           | Vincent Zhou         | Adam Rippon       | [ 6 ]  |
| Minsk-Arena Ice Star         | Siergiej Woronow     | Moris Kwitiełaszwili | Danijjel Samochin | [ 7 ]  |
| Warsaw Cup                   | Matteo Rizzo         | Stéphane Walker      | Liam Firus        | [ 8 ]  |
| Tallinn Trophy               | Dmitrij Alijew       | Alexei Krasnozhon    | Jarosław Paniot   | [ 9 ]  |
| Golden Spin of Zagreb        | Moris Kwitiełaszwili | Alexei Bychenko      | Artur Dmitrijew   | [ 10 ] |

### Solistki
| Zawody                       | 1. miejsce               | 2. miejsce               | 3. miejsce               | Źr.    |
| ---------------------------- | ------------------------ | ------------------------ | ------------------------ | ------ |
| U.S. International Classic   | Marin Honda              | Mirai Nagasu             | Karen Chen               | [ 11 ] |
| Lombardia Trophy             | Alina Zagitowa           | Wakaba Higuchi           | Carolina Kostner         | [ 12 ] |
| Autumn Classic International | Kaetlyn Osmond           | Mai Mihara               | Elizabet Tursynbajewa    | [ 13 ] |
| Memoriał Ondreja Nepeli      | Jewgienija Miedwiediewa  | Rika Hongo               | Jelena Radionowa         | [ 14 ] |
| Nebelhorn Trophy             | Kailani Craine           | Matilda Algotsson        | Alexia Paganini          | [ 15 ] |
| Finlandia Trophy             | Marija Sotskowa          | Carolina Kostner         | Jelizawieta Tuktamyszewa | [ 16 ] |
| Minsk-Arena Ice Star         | Elizabet Tursynbajewa    | Sierafima Sachanowicz    | An So-hyun               | [ 17 ] |
| Warsaw Cup                   | Sierafima Sachanowicz    | Stanisława Konstantinowa | Courtney Hicks           | [ 18 ] |
| Tallinn Trophy               | Stanisława Konstantinowa | Alisa Fiediczkina        | Nicole Schott            | [ 19 ] |
| Golden Spin of Zagreb        | Stanisława Konstantinowa | Alisa Fiediczkina        | Jelizawieta Tuktamyszewa | [ 20 ] |

### Pary sportowe
| Zawody                       | 1. miejsce                                  | 2. miejsce                             | 3. miejsce                                  | Źr.    |
| ---------------------------- | ------------------------------------------- | -------------------------------------- | ------------------------------------------- | ------ |
| U.S. International Classic   | Kirsten Moore-Towers / Michael Marinaro     | Alexa Scimeca Knierim / Chris Knierim  | Chelsea Liu / Brian Johnson                 | [ 21 ] |
| Lombardia Trophy             | Natalja Zabijako / Aleksandr Enbiert        | Nicole Della Monica / Matteo Guarise   | Valentina Marchei / Ondřej Hotárek          | [ 22 ] |
| Autumn Classic International | Vanessa James / Morgan Ciprès               | Meagan Duhamel / Eric Radford          | Julianne Séguin / Charlie Bilodeau          | [ 23 ] |
| Memoriał Ondreja Nepeli      | Natalja Zabijako / Aleksandr Enbiert        | Kristina Astachowa / Aleksiej Rogonow  | Alisa Jefimowa / Aleksandr Korowin          | [ 24 ] |
| Nebelhorn Trophy             | Jewgienija Tarasowa / Władimir Morozow      | Alona Sawczenko / Bruno Massot         | Jekatierina Aleksandrowska / Harley Windsor | [ 25 ] |
| Finlandia Trophy             | Peng Cheng / Jin Yang                       | Nicole Della Monica / Matteo Guarise   | Ksienija Stołbowa / Fiodor Klimow           | [ 26 ] |
| Minsk-Arena Ice Star         | Aleksandra Bojkowa / Dmitrij Kozłowski      | Annika Hocke / Ruben Blommaert         | Paige Conners / Jewgieni Krasnopolski       | [ 27 ] |
| Warsaw Cup                   | Valentina Marchei / Ondřej Hotárek          | Aleksandra Bojkowa / Dmitrij Kozłowski | Minerva Fabienne Hase / Nolan Seegert       | [ 28 ] |
| Tallinn Trophy               | Jekatierina Aleksandrowska / Harley Windsor | Alisa Jefimowa / Aleksandr Korowin     | Anastasija Połujanowa / Dmitrij Sopot       | [ 29 ] |
| Golden Spin of Zagreb        | Natalja Zabijako / Aleksandr Enbiert        | Kristina Astachowa / Aleksiej Rogonow  | Tarah Kayne / Danny O’Shea                  | [ 30 ] |

### Pary taneczne
| Zawody                       | 1. miejsce                              | 2. miejsce                            | 3. miejsce                                   | Źr.    |
| ---------------------------- | --------------------------------------- | ------------------------------------- | -------------------------------------------- | ------ |
| U.S. International Classic   | Madison Hubbell / Zachary Donohue       | Kaitlin Hawayek / Jean-Luc Baker      | Kana Muramoto / Chris Reed                   | [ 31 ] |
| Lombardia Trophy             | Charlène Guignard / Marco Fabbri        | Ałła Łoboda / Pawieł Drozd            | Ołeksandra Nazarowa / Maksym Nikitin         | [ 32 ] |
| Autumn Classic International | Tessa Virtue / Scott Moir               | Kaitlyn Weaver / Andrew Poje          | Piper Gilles / Paul Poirier                  | [ 33 ] |
| Memoriał Ondreja Nepeli      | Jekatierina Bobrowa / Dmitrij Sołowjow  | Rachel Parsons / Michael Parsons      | Bietina Popowa / Siergiej Mozgow             | [ 34 ] |
| Nebelhorn Trophy             | Penny Coomes / Nicholas Buckland        | Kana Muramoto / Chris Reed            | Kavita Lorenz / Joti Polizoakis              | [ 35 ] |
| Finlandia Trophy             | Gabriella Papadakis / Guillaume Cizeron | Aleksandra Stiepanowa / Iwan Bukin    | Laurence Fournier Beaudry / Nikolaj Sørensen | [ 36 ] |
| Minsk-Arena Ice Star         | Anna Cappellini / Luca Lanotte          | Tiffany Zahorski / Jonathan Guerreiro | Wiktorija Sinicyna / Nikita Kacałapow        | [ 37 ] |
| Warsaw Cup                   | Bietina Popowa / Siergiej Mozgow        | Lorraine McNamara / Quinn Carpenter   | Ołeksandra Nazarowa / Maksym Nikitin         | [ 38 ] |
| Tallinn Trophy               | Natalia Kaliszek / Maksym Spodyriew     | Alisa Agafonova / Alper Uçar          | Elliana Pogrebinsky / Alex Benoit            | [ 39 ] |
| Golden Spin of Zagreb        | Jekatierina Bobrowa / Dmitrij Sołowjow  | Charlène Guignard / Marco Fabbri      | Kaitlin Hawayek / Jean-Luc Baker             | [ 40 ] |

## Klasyfikacja końcowa
| Poz. | Zawodnik             | Nota końcowa |
| ---- | -------------------- | ------------ |
| 1    | Michaił Kolada       | 496,31       |
| 2    | Siergiej Woronow     | 484,17       |
| 3    | Moris Kwitiełaszwili | 463,98       |
| 4    | Matteo Rizzo         | 460,00       |
| 5    | Jarosław Paniot      | 454,39       |
| 6    | Brendan Kerry        | 454,26       |
| 7    | Ross Miner           | 453,68       |
| 8    | Liam Firus           | 449,00       |
| 9    | Alexander Majorov    | 448,27       |
| 10   | Ivan Righini         | 445,14       |

| Poz. | Zawodniczka              | Nota końcowa |
| ---- | ------------------------ | ------------ |
| 1    | Carolina Kostner         | 392.12       |
| 2    | Stanisława Konstantinowa | 390.43       |
| 3    | Jelizawieta Tuktamyszewa | 373,88       |
| 4    | Elizabet Tursynbajewa    | 368,57       |
| 5    | Alisa Fiediczkina        | 358,53       |
| 6    | Sierafima Sachanowicz    | 350,88       |
| 7    | Alona Leonowa            | 349,14       |
| 8    | Angela Wang              | 343,89       |
| 9    | Courtney Hicks           | 339,55       |
| 10   | Nicole Schott            | 338,89       |

| Poz. | Zawodnicy                                   | Nota końcowa |
| ---- | ------------------------------------------- | ------------ |
| 1    | Natalja Zabijako / Aleksandr Enbiert        | 399,02       |
| 2    | Nicole Della Monica / Matteo Guarise        | 384,89       |
| 3    | Kristina Astachowa / Aleksiej Rogonow       | 377,74       |
| 4    | Valentina Marchei / Ondřej Hotárek          | 374,00       |
| 5    | Aleksandra Bojkowa / Dmitrij Kozłowski      | 372,42       |
| 6    | Jekatierina Aleksandrowska / Harley Windsor | 369,21       |
| 7    | Annika Hocke / Ruben Blommaert              | 353,01       |
| 8    | Ashley Cain / Timothy LeDuc                 | 342,67       |
| 9    | Paige Conners / Jewgieni Krasnopolski       | 336,99       |
| 10   | Miriam Ziegler / Severin Kiefer             | 336,50       |

| Poz. | Zawodnicy                              | Nota końcowa |
| ---- | -------------------------------------- | ------------ |
| 1    | Jekatierina Bobrowa / Dmitrij Sołowjow | 368,58       |
| 2    | Charlène Guignard / Marco Fabbri       | 347,46       |
| 3    | Tiffany Zahorski / Jonathan Guerreiro  | 327,65       |
| 4    | Bietina Popowa / Siergiej Mozgow       | 325,99       |
| 5    | Kaitlin Hawayek / Jean-Luc Baker       | 317,43       |
| 6    | Alisa Agafonowa / Alper Uçar           | 316,86       |
| 7    | Rachel Parsons / Michael Parsons       | 315,52       |
| 8    | Lorraine McNamara / Quinn Carpenter    | 315,01       |
| 9    | Olivia Smart / Adrià Díaz              | 314,96       |
| 10   | Kana Muramoto / Chris Reed             | 310,75       |